# Пул Таун
Пул Таун — футбольный клуб, из одноимённого города, в графстве Дорсет, Англия, который выступает в Национальной лиге Юг после повышения в качестве чемпионов Премьер дивизиона Южной Лиги в сезоне 2015-16.
Клуб был основан в 1890 году. Он выиграл Западную лигу в 1957 году. Пул Таун выступает на стадионе Татнам. В сезоне 2008-09 клуб сделал «дубль» — победил в чемпионате и в Старшем кубке Дорсета. В сезоне 2009-10 второй раз подряд стал чемпионом Лиги Уэссекса, а в сезоне 2010-11 завершил беспрецедентный «требл», выиграв Лигу в 3-й раз подряд. Повышение в Южную Лигу было наконец-то достигнуто после улучшения стадиона. Пул стал вторым в своём первом сезоне, но уступил в решающей встрече финального матча плей-офф Госпорт Боро.

## История

### Основание
«Пул Таун» был образован, когда две местные команды, «Пул Хорнетс» и «Пул Роверс», объединились в 1890 году. Обе команды уже существовала с 1880 года. «Пул» присоединялся то к Лиге Дорсета в 1896 году, то к лиге Хэмпшира 1903 году. Клуб успешно выступает в Главном кубке Дорсета в свои ранние годы, выиграв его уже пять раз к 1907 году.
После нескольких сезоне без футбола из-за Первой мировой войны, клуб снова начал играть в сезоне 1919-20 под названием «Пул и Сент Мэрис». Клуб переименовали обратно в «Ф. К. ПУЛ» уже в следующем сезоне. «Пул» присоединился к Западной лиге в 1923 году.
«Пул» снова выиграл Главный кубок Дорсета в 1926 году, в это же время клуб становится профессиональным и присоедининяется к Восточному дивизиону Южной футбольной лиги. В сезоне 1926/27 клуб провёл лучшее выступление в Кубке Англии в своей истории. Он дошёл до третьего раунда и играл «Эвертоном», проиграв 3-1 на «Гудисон Парк». Он выиграл снова Главный кубок Дорсета в 1927 году и достигал первого раунда Кубка Англии три сезона подряд. Пул снова присоединился к Западной лиге в 1930 году и остался там (кроме сезона 1934-35) до 1957 года.

### Пул Стэдиум
В 1933 году клуб переехал на «Пул Стэдиум». Команда стала называться «Пул Таун» в 1934 году. Клуб достиг первого раунда Кубка Англии в 1946 году. Он сыграл с «Куинз Парк Рейнджерс» вничью 2-2 прежде, чем уступили в переигровке 6-0. «Пул Таун» достигал первого раунда снова в 1963 и 1967 годах, уступив «Уотфорду» (в переигровке) и «Куинз Парк Рейнджерс» соответственно.

### Время кочёвок
В 1994 году «Пул Таун» были вынуждены покинуть «Пул Стэдиум» так как на нём стала выступать команда по спидвею «Пул Пиратс» и проводились собачьи бега. Он делил стадион с «Хамворти Юнайтед» в сезоне 1995/96, в течение которого клуб проиграл 39 матчей подряд, повторив рекорд, установленный «Стокпорт Каунти».Стокпорт Каунти в 1977 году, и набрав лишь 1 очко в 42 матчах Лиги. Рекорд был впоследствии побит Олдермастоном А. Ф. С. Олдермастона О в 2010 году. «Пул Таун» вылетел из Южной Лиги в Первый дивизион Лиги Хэмпшира, и делил стадион с «Холт Юнайтед».
«Пул» выиграл Главный кубок Дорсета в 12-й раз в 1998 году. Он также выиграл Кубок Лиги Хэмпшира и занял 3-е место в Лиге. Клуб снова выиграл Кубок лиги в 1999 году и занял 2 место в Лиге, но без повышения. Премьер дивизион Лиги Хэмпшира создали в сезоне 2000/01, но «Пул» не смог присоединиться к нему, потому что у них не было стадиона соответствующего требованиям лиги. Они были фактически обречены выступать в Первом дивизионе.
В 2000 году они получили повышение в Премьер дивизион лиги Хэмпшира. Они переехали на стадион в Ньютауне но оставили его после нескольких сезонов из-за вандализма.

### Татнам
В октябре 2000 года, «Пул» начал играть на «Татнам», школьном поле средней школы Окдейл Саут Роад (сейчас начальная школа Окдейла). С тех пор они огородили поле, сделали стоянку, искусственное освещение, скамейки запасных, небольшой клубный магазин, чайный домик, лицензированный бар и главную трибуну за £80,000. Все это позволило им получить повышение в Первый дивизион Лиги Уэссекса.
В 2008 году «Пул Таун» представил планы по созданию нового стадиона за £ 1,2 миллиона, который позволил бы им выполнить строгие требования футбольной Ассоциации для повышения в Первый дивизион Южной Лиги. Однако, в декабре 2009 года Городской комитет по планированию отменил строительство. Клуб перешёл к плану " Б "и с тех пор он добился разрешения на планировочные работы за £2-3М и постройку Канфорд Парк Арены рядом с Канфорд Магна.
В сезоне 2008/09 «Пул» завоевал титул чемпиона Премьер дивизиона Лиги Уэссекса и Главный кубок Дорсета (обыграв «Дорчестер» 2-0). «Пул Таун» стали второй лучшей командой из 1600 клубов футбольной ассоциации в Англии, по количеству очков за матч, со следующими показателями рекорд: сыграл 42, выиграл 38, ничьи 2, проиграл 2. Однако, им было отказано в повышении из-за недостаточно высокого уровня стадиона.
В сезоне 2009/10 «Пул Таун» продаёт Чарли Остина в «Суиндон Таун» за неизвестную сумму. Остин забил 46 голов в 46 играх в свой первый сезон в «Пул» и 18 голов в 11 играх до его продажи. Он забил 5 голов в последней игре против «Манифилдс». Несмотря на прыжок через шесть дивизионов, Остин продолжал забивать голы, зарабатывая репутацию для переезд в клуб Чемпионшипа «Бернли». Сезон закончился очередной победой Пул Таун в Лиге Уэссекса, но в повышении снова было отказано по тем же причинам, что и год ранее.
В течение 2010/11 сезона «Пул Таун» выиграл Лигу Уэссекса 3-й сезон подряд, вышел в полуфинал Вазы ФА и четвёртый отборочный раунда Кубка Англии. В отличие от предыдущих сезонов, в этот раз клубу было предоставлено разрешение на повышение в Южную Лигу с условием следующей временной модернизации оснащения на стадионе Татнам .
Сезон 2012/13 клуб повышен в качестве чемпиона Южной Лиги Первого дивизиона Юг и Запад в Премьер дивизион. .

## Стадион
«Пул Таун» проводит свои игры на стадионе Татнам, Скул лэйн, Пул.
Городской Совет Пула также согласился с тем, что клуб может переехать на новый стадион в Бервуд после согласия Совета комитета по планированию. клуб надеется завершить постройку и переехать в новый стадион как раз к сезону 2015-16.

## Достижения

### Достижения в лиге
- Премьер дивизион Южной Лиги
  - Победитель 2015-16
- Первый Дивизион Южной Лиги:[11]
  - Призёр: 1961-62
- Первый Дивизион Юг Южной Лиги :[11]
  - Призёр: 1989-90
- Первый Дивизион Юг и Запад Южной Лиги :[11][12]
  - Победитель: 2012-13
  - Призёр: 2011-12
- Западная Лига :[11]
  - Победитель: 1956-57
  - Призёр: 1946-47, 1949-50, 1953-54, 1955-56
- Премьер Дивизион Лиги Уэссекса :[11]
  - Победитель: 2008-09, 2009-10, 2010-11
- Второй дивизион Лиги Уэссекса:[11]
  - Призёр: 2004-05
- Премьер Дивизион Лиги Хэмпшира:[11]
  - Призёр: 1998-99, 2000-01
- Первый Дивизион Лиги Хэмпшира:[11]
  - Победитель: 1999-00

### Достижения в кубках
- Главный кубок Дорсета:[13][14]
  - Победитель: 1894-95, 1896-97, 1898-99, 1901-02, 1903-04, 1906-07, 1925-26, 1926-27, 1937-38, 1946-47, 1974-75, 1988-89, 1997-98, 2008-09, 2012-13, 2013-14
  - Финалист: 1890-91, 1892-93, 1895-96, 1897-98, 1899-00, 1900-01, 1910-11, 1927-28, 1932-33, 1936-37, 1948-49, 1950-51, 1961-62, 1987-88, 1992-93, 1993-94, 1994-95, 2003-04, 2005-06
- Кубок Западной лиги:[15]
  - Победитель: 1954-55
- Кубок Лиги Уэссекса:[14]
  - Финалист: 2009-10
- Кубок Трофимен:[14]
  - Победитель: 1997-98, 1998-99
- Кубок Южной Лиги:[14]
  - Победитель: 2014-15

## Рекорды
- Высшая позиция в лиге: 16-я в Премьер дивизионе Южной Лиги — 1966-67[16]
- Низшая позиция в Лиге: 1-е в Первом дивизионе Лиги Хэмпшира.[16]
- Лучшее выступление в Кубке Англии: 3-й раунд — 1926[16]
- ФА Трофи лучшее выступление:[11] первый раунд 1969-70, 1970-71, 1974-75, 1987-88
- Лучшее выступление в ФА Ваза:[11] полуфинал 2010-11
- Рекорд посещаемости: 6,575 против Уотфорда в Кубке Англии 1-й раунд переигровка — 1963[16]
- Самая крупная домашняя победа: 10-0 против Хорндин — 2009[16]
- Самая крупная победа: 11-0 против Хорндин — 1998[16]
- Рекорд трансфера (заплачено): Ники Дент (£5,000) — 1990[16]
- Рекорд трансфера (получено): Чарли Остин (Нераскрытая ок. £70,000) — 2009[16]